# William S. West
William Stanley West, född 23 augusti 1849 i Marion County, Georgia, död 22 december 1914 i Valdosta, Georgia, var en amerikansk demokratisk politiker. Han representerade delstaten Georgia i USA:s senat från 2 mars till 3 november 1914.
West avlade 1876 juristexamen vid Mercer University. Han avlade 1880 ytterligare en examen i litteraturvetenskap vid samma universitet. Han arbetade först som advokat i Georgia och var sedan verksam som plantageägare i Valdosta.
Senator Augustus Octavius Bacon avled 1914 i ämbetet och West blev utnämnd till senaten fram till fyllnadsvalet senare samma år. Thomas W. Hardwick vann fyllnadsvalet och efterträdde West som senator i november 1914. West återvände till sin plantage men avled redan före årsskiftet. Hans grav finns på Sunset Hill Cemetery i Valdosta.